# 가와타나정
가와타나정(일본어: 川棚町)은 일본 나가사키현 중앙부에 있는 히가시소노기군의 정이다.

## 지리
나가사키현 중앙부에 위치하고 정역의 서부는 오무라만과 접한다.

### 인접한 자치체
- 나가사키현
  - 사세보시
  - 히가시소노기군 하사미정·히가시소노기정

- 사가현
  - 우레시노시

## 역사
예전에는 농어촌이었지만 제2차 세계 대전 중에 가와타나 해군 공창이 건설되어 일시적으로 인구가 급증했다. 어뢰 시험장이나 특공대의 훈련시설 등도 있었고 현재도 해군 공창과 해군에 관한 유적이나 기념비 등이 존재한다. 임해부의 해군 공창 철거지에는 대기업 공장이 유치되고 있다.
1934년 11월 3일에 가와타나촌이 정으로 승격해 가와타나정이 되었다.

## 교통

### 철도
- 규슈 여객철도 오무라선

### 도로
- 국도 제205호선